# Portrush
La ville de Portrush est située dans le comté d'Antrim, en Irlande du Nord. Son nom vient de l'irlandais Port Rois, qui signifie le "port du promontoire". La majeure partie de la vieille ville (dont la gare, la plupart des hôtels des restaurants et des bars) est construite sur une péninsule d'un kilomètre et demi de long, Ramore Head, qui pointe vers le nord-nord-ouest. La ville de Portrush comptait 6372 habitants lors du recensement de 2001. Hors saison, la ville est une cité-dortoir, peuplée d'étudiants de l'université de l'Ulster dont un des campus se trouve à Coleraine.
Bien qu'étant géographiquement situé dans le comté d'Antrim, Portrush fait partie de la circonscription de l'East Londonderry pour l'assemblée d'Irlande du Nord.

## Histoire

### Les Troubles
Les Troubles se sont manifestés à Portrush essentiellement le 11 avril 1987, où deux membres protestants de la Royal Ulster Constabulary (RUC) ont été assassinés par deux membres de la Provisional Irish Republican Army lors de leur patrouille à pied dans Main Street.

## Démographie
La ville de Portrush est une " petite ville », après les critères d'Irlande du Nord, le bureau de la Northern Ireland Statistics and  Research Agency (NISRA), c'est-à-dire que sa population est comprise entre 4 500 et 10 000 personnes. 
Lors du recensement de 2001, Portrush comptait 6 372 habitants. Parmi eux:
- 20,8 % avaient moins de 16 ans et 23,1 % avaient 60 ans ou plus
- les hommes constituaient 46,2 % de la population (53,8 % étaient des femmes)
- 23,6 % de la population étaient issus d'un milieu catholique et 70,6 % d'un milieu protestant
- 5,1 % de la population de 16 à 74 ans étaient au chômage.

## Lieux touristiques
- Les attractions de la ville incluent le centre « The coastal zone », le Dunluce Centre et un centre nautique. Aux abords de la ville, il y a le Royal Portrush Golf Club, qui a accueilli l'Open de Grande-Bretagne en 1951 et 2019, et le Ballyreagh Golf Course. Lors de l'Open de Grande-Bretagne de 1951, Derek McLachlan a gagné le cœur des locaux, le jeune homme menait de 3 coups à la troisième journée, mais deux coups hors limite la dernière journée l'on repoussé à la huitième place.
- Il y a deux longues plages dans la ville, la West et le East Strand.

## Personnes célèbres
- Le révérend James Law, père d'Andrew Bonar Law (Premier ministre du Royaume-Uni de 1922 à 1923), est né à Portrush.
- L'acteur James Nesbitt, bien qu'étant né à Broughshane et élevé à Coleraine, a plusieurs fois évoqué l'importance de Portrush dans sa jeunesse (The Friday Night Project). Nesbitt a eu un rôle important dans la décision de tourner un épisode de la série Cold Feet à Portrush et dans ses environs.
- Marie-Therese Emma Caraher-Gilbert, Mrs. Nouvelle-Zélande 2006, a vécu à Portrush avec sa famille de 1977 à 1990. La famille d'Emma vit à Portrush depuis plus de 100 ans. Emma a d'ailleurs été Miss Portrush en 1988.